# St. Magnus (Schachtebich)

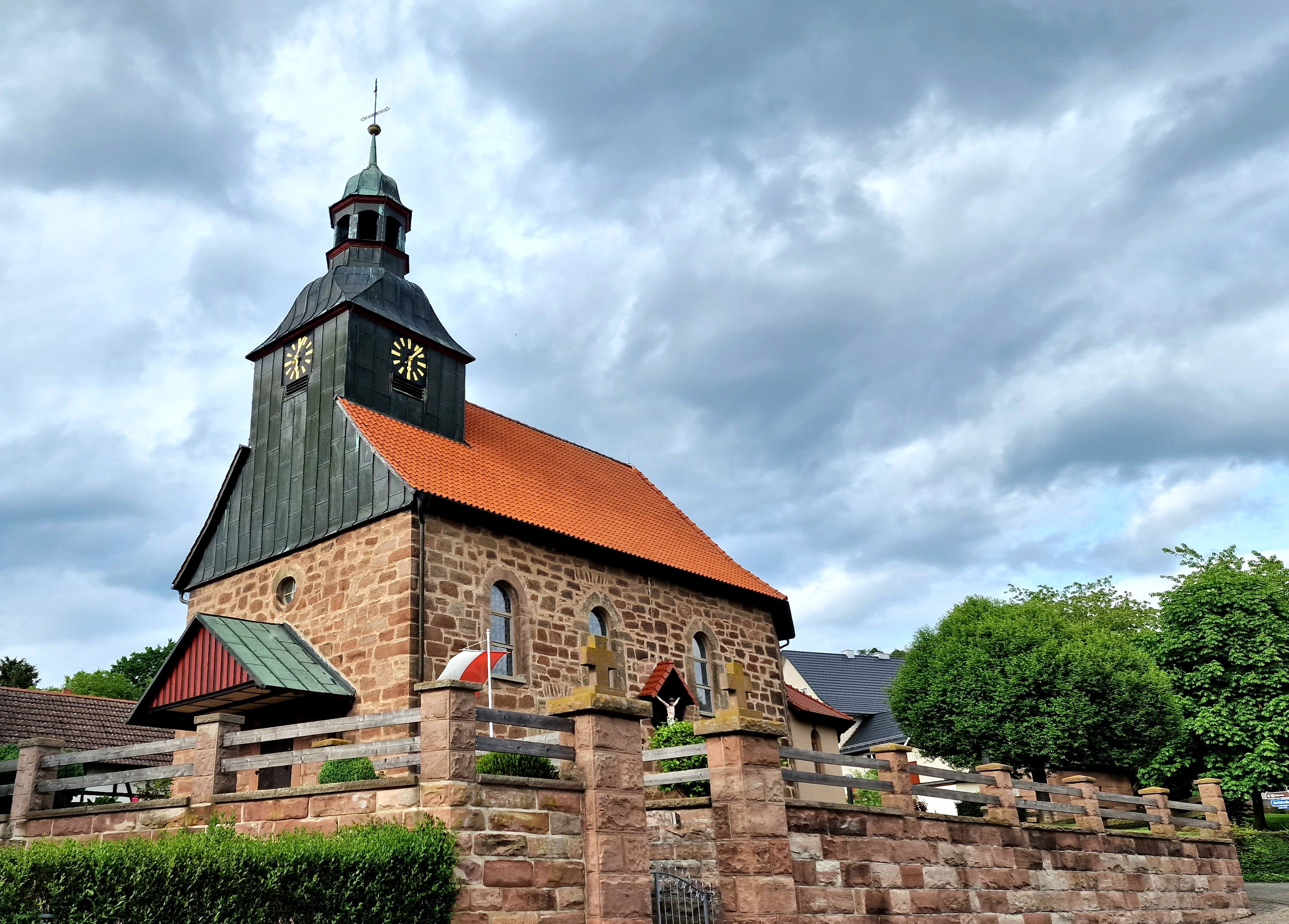
St. Magnus zu Schachtebich

Die römisch-katholische Filialkirche St. Magnus steht in Schachtebich im thüringischen Landkreis Eichsfeld. Sie ist Filialkirche der Pfarrei St. Matthäus Arenshausen im Dekanat Heiligenstadt des Bistums Erfurt.

## Geschichte

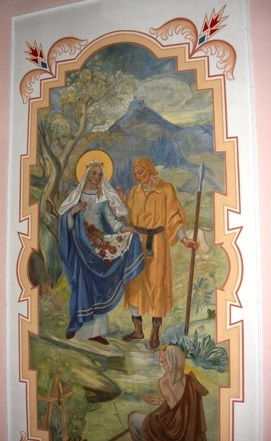
Deckengemälde

In Würzburg wurde 1342 eine Magnus-Kirche in Schachtebich erwähnt. Beim Wiederaufbau des Dorfes Anfang des 16. Jahrhunderts soll die Kirche noch gestanden haben. Vom 17. bis zum 19. Jahrhundert wurde über eine Wallfahrt zum hl. Magnus in Schachtebich berichtet, die zeitweise zu den bedeutendsten Wallfahrten im Eichsfeld zählte. Die Vorgängerkirche war aus Fachwerk errichtet.
Das Gotteshaus wurde 1719 errichtet. Die Weihe führte 1735 der Weihbischof Christoph Ignatius von Gudenus aus Erfurt durch. 1892 wurden die Altportale zugemauert und ein überdachtes Westportal angelegt. Es folgte 1900 der Anbau der Sakristei und 1949 der Bau einer Mauer aus Sandstein um den Kirchhof. 1962 wurden die Kirchenbänke und die Fenster erneuert und 1975 der Kirchturm mit Kupferblech gesichert. Im Ort gibt es noch eine Magnus-Klus.

## Architektur
Das Kirchenschiff ist ein steinsichtiger dreiachsiger Saalbau mit dreiseitig geschlossenem  Chor und Rundbogenfenstern. Die flache bemalte Decke mit Längenunterzug sichert den Raum nach oben. Das Schiff hat eine Westempore.
Der Dachreiter  mit Schweifhaube und offener Laterne befindet sich an der Westseite.

## Ausstattung
In den barocken Altar sind im oberen Bereich Mittelschrein und Flügel eines spätgotischen Flügelaltars aus dem Ende des 15. Jahrhunderts integriert, die möglicherweise aus der nicht erwähnten Vorgängerkirche stammen. Dargestellt sind biblische Szenen und Heiligenfiguren. Weitere Heiligenskulpturen aus der zweiten Hälfte des 15. Jahrhunderts schmücken die Kirche. Die Kanzel stammt aus dem Jahr 1700, der Taufstein aus dem Jahr 1788. Die Deckengemälde Heilige Familie und Rosenwunder der heiligen Elisabeth malte Norbert Krohmer um 1928.

## Orgel
Die Orgel wurde um 1932 von Lothar Wetzel aus Hannover gebaut. Sie hat Taschenladen mit 11 Register, verteilt auf zwei Manuale und Pedal. Register- und Tontraktur sind pneumatisch.

## Glocken
Die drei Glocken wurden in Hemelingen/Bremen (Glockengießerei Otto), Gescher und Apolda gegossen. Die OTTO-Glocke wurde im Jahr 1889 gegossen und gehört damit zu den wenigen historischen Glocken von Otto, die beiden Weltkriege überlebt haben.